# Возобновляемая энергетика Албании

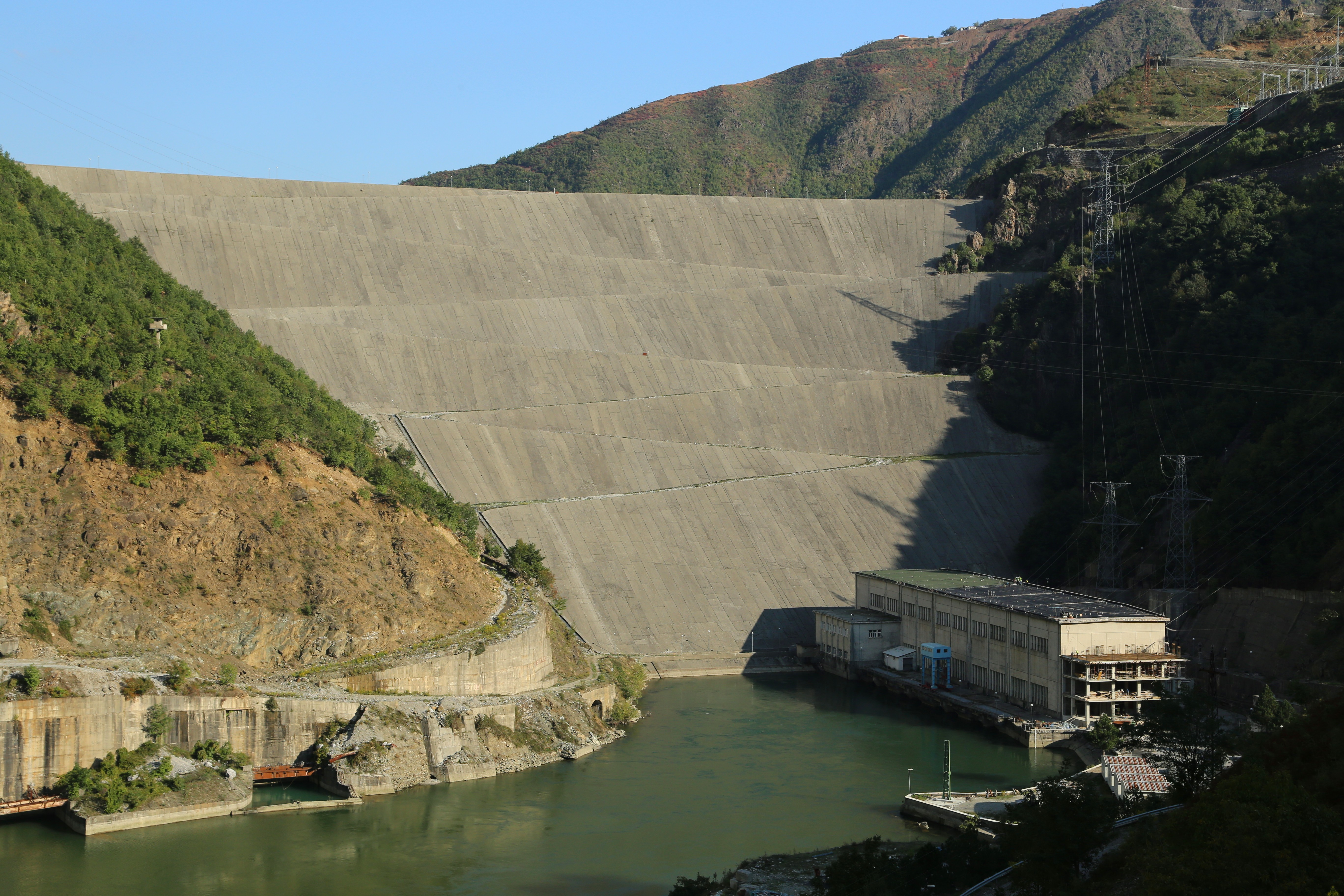
ГЭС Фиерца

Возобновляемая энергетика Албании включает в себя электростанции, работающие на биотопливе, геотермальных источниках, энергии воды, солнца и ветра. Основу возобновляемой энергетики Албании составляют гидроэлектростанции, хотя при отливах и низком уровне воды это приводит к энергетическим проблемам. Албания имеет большой потенциал для использования энергии солнца, ветра и геотермальных источников благодаря средиземноморскому климату, природным колодцам и балканским горам. В 2022 году мощность возобновляемой энергетики составляла 2 537 МВт.

## Гидроэнергетика
Основной источник электричества в Албании — это гидроэлектростанции, которые всё же ненадёжны из-за постоянного изменения уровня воды. Албания заключила контракт с австрийской компанией Verbumd о строительстве ГЭС Ашта в 2012 году для обеспечения 100 тысяч жилых домов электричеством. В 2022 году мощность гидроэнергетики составляла 2 507 МВт.

## Биоэнергетика
В 2022 году мощность биоэнергетики составляла 1 МВт.

## Ветроэнергетика
Из-за недостаточно развитых технологий Албания не может полностью использовать ветер как источник энергетики. Планируется установить ветряные электростанции для выработки 2000 МВт энергии. Идеальными местами являются юг, восток и север гор Албании. Скорость ветра достигает 8—9 м/с во многих районах страны. Планируется обеспечить поставку энергетики в Италию.

## Солнечная энергетика
Программа развития ООН предусматривает строительство солнечных батарей в Албании: на установку панелей площадью 75 тыс. м² было потрачено 2,75 млн долларов США. К 2010 году были установлены 10700 м², остальная часть батарей достраивалась с 2015 года. Солнечные батареи рассчитаны на 2100—2700 солнечных часов в год. Энергетика может использоваться для снабжения отоплением и электричеством жилых домов, коммерческих и промышленных зданий. В 2022 году мощность солнечной энергетики составляла 29 МВт.

## Геотермальная энергетика
В стране нет геотермальных электростанций, хотя есть пригодные источники — горячие точки в виде природных колодцев на границе с Грецией. В настоящее время вопрос об использовании геотермальной энергии рассматривается.

## Законодательное регулирование
В 2004 году был принят закон № 9073 о строительстве ряда новых ГЭС, в 2006 году закон № 9663 разрешил использовать частные инвестиции для строительства ГЭС. Текущие тарифы на электроэнергию введены в 2007 году. В 2008 году была создана Модель рынка электроэнергии, которая позволяет заключать сделки между независимыми энергетическими компаниями и малыми компаниями, а также позволяет продавать электроэнергию на любой рынок, что делает альтернативную энергетику более доступной.